# 白浪島
白浪島（英語：Brownsea Island），又譯褐海島，英國英格蘭多塞特郡珀貝克區普勒港最大島嶼，國家名勝古蹟信託資產。白浪島的極大部分是開放給公眾參觀的，包含有多種野生動物棲息的森林林地和石楠林地，連帶包含可眺望普勒港和波白克半島的峭壁頂端。
白浪島也是在1907年，童軍運動第一次進行露營的所在地。公眾渡輪和私人遊艇皆可以抵達本島；2002年時總共有105,938人次參訪。本島的名稱來自盎格魯薩克遜語，＝。
|                                    | 我真是意想不到，在我的王國內有如此令人愉快和討人喜愛的地方。 |
| ——喬治四世，1818年於白浪島旅遊之後 |                                                              |

## 地理
白浪島座落於多塞特郡普勒港，面對著普勒小鎮。本島為普勒港8個島嶼中最大的一座。本島只有大眾渡輪和私人遊艇才可以抵達。在主城堡旁邊只有一個碼頭和一個船塢。本島可以在桑德班克斯（Sandbanks）等類似地區看到。本島長2.4公里，寬1.2公里，包含500平方公里的松林、石楠林和多鹽沼澤。
全島除了教堂之外，皆屬於國家信託所有，包含島上絕大多數的建築（這些建築鄰近一些小型的碼頭）。然而許多建築和地方是由第三方和國家信託簽約和管理。